# Chinatown (Montreal)

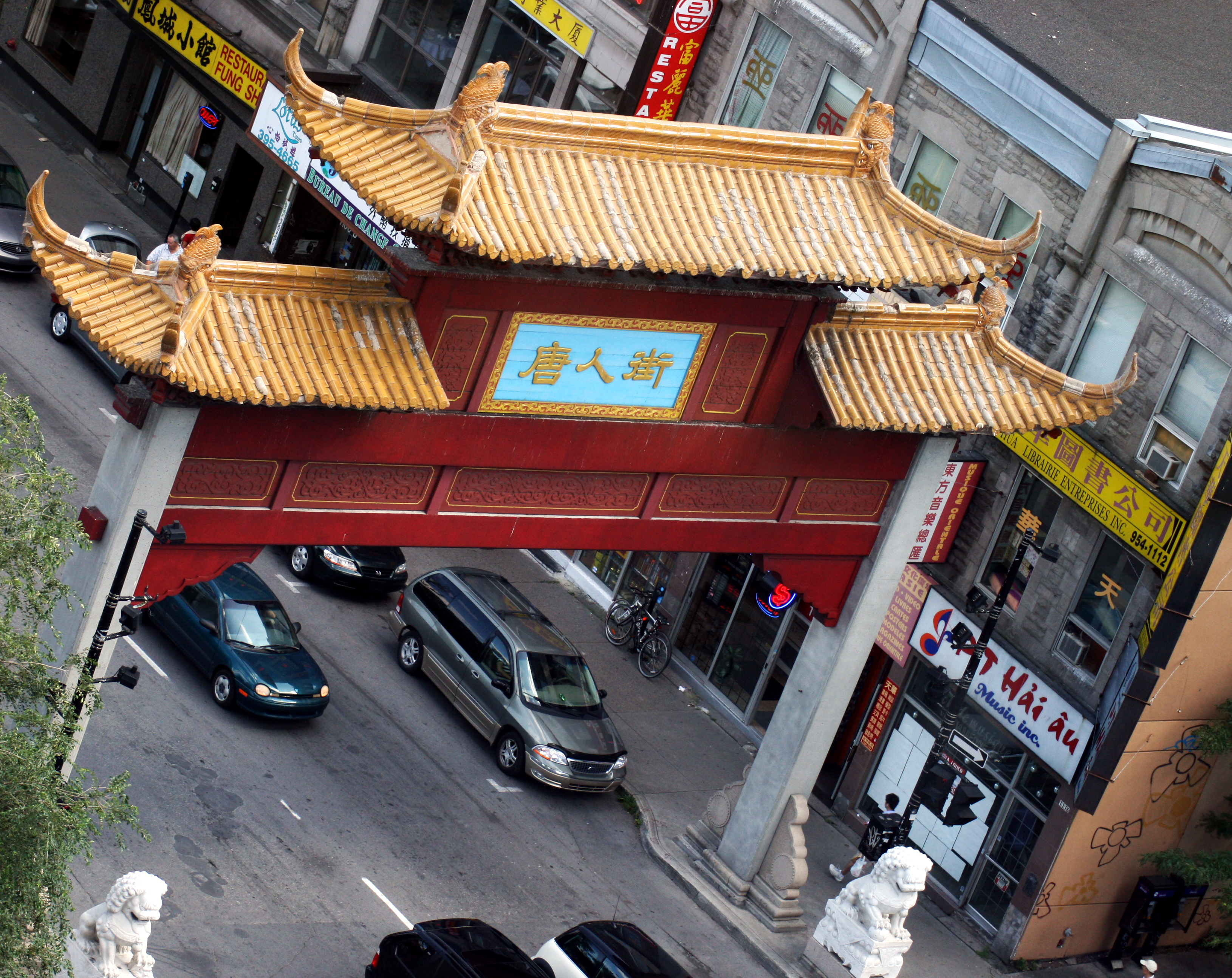
Eines der vier Tore zur Chinatown

Die Chinatown (französisch Quartier chinois) ist ein Stadtviertel im Zentrum von Montreal. Sie grenzt westlich an die Altstadt und liegt zwischen der Avenue Viger, der Rue Saint-Dominique, dem Boulevard René-Lévesque und der Rue Jeanne-Mance. Die durch das Viertel verlaufende Rue de La Gauchetière ist im Bereich der Kreuzung mit dem Boulevard Saint-Laurent als Fußgängerzone gestaltet. Dort befinden sich zahlreiche Restaurants, Geschäfte und kulturelle Einrichtungen. Vier Scheintore markieren die Grenzen des Viertels.

## Geschichte
Im letzten Viertel des 19. Jahrhunderts entwickelte sich die heutige Chinatown zunächst zur bevorzugten Wohngegend jüdischer Einwanderer aus Osteuropa. Diese führten zahlreiche Läden und gründeten mehrere Synagogen. In den 1920er Jahren zogen fast alle Juden fort und ließen sich weiter westlich in Stadtteilen am Mont Royal nieder, insbesondere in Outremont. An ihre Stelle traten vermehrt Chinesen. Dabei handelte es sich überwiegend um Kantonesisch sprechende Einwanderer aus dem Süden Chinas oder um Chinesen, die zwischenzeitlich in British Columbia gelebt hatten und im Eisenbahnbau tätig gewesen waren. Später kamen auch Hongkong-Chinesen und Hoa (ethnische Chinesen aus Vietnam) hinzu.
Umfangreiche Bauprojekte wie das Palais des congrès de Montréal (Kongresszentrum) und der Complexe Guy-Favreau (Verwaltungsgebäude der Bundesregierung) führten in den 1970er Jahren zum Abriss zahlreicher alter Gebäude und zur Verkleinerung der Chinatown. Die Schaffung der Fußgängerzone in den 1980er Jahren stoppte den wirtschaftlichen Abwärtstrend und das Viertel entwickelte sich zu einer Touristendestination. Seit Ende der 1990er Jahre entwickelt sich im Gebiet westlich der Concordia University, insbesondere an der Rue Sainte-Catherine, eine zweite Chinatown, die von Studenten aus China und anderen ostasiatischen Ländern belebt wird.